# ميتشيكو ياماموتو (كاتبة)
ميتشيكو ياماموتو هي كاتبة سيناريو فلبينية، ولدت في 1979 في بولاكان في الفلبين.

## وصلات خارجية
- ميتشيكو ياماموتو على موقع IMDb (الإنجليزية)
- ميتشيكو ياماموتو على موقع قاعدة بيانات الفيلم (الإنجليزية)